# هانوا
هانوا (به کره‌ای: 한화그룹) شرکت خوشه‌ای کره‌ای است، که در زمینه تولید برق، صنایع شیمیایی، صنایع هوافضایی، صنایع جنگ‌افزاری، صنایع داروسازی، ارائه خدمات گردشگری و هتلداری، فناوری اطلاعات، خدمات مالی، مدیریت سرمایه‌گذاری و بیمه، تجارت کالا، ساخت‌وساز و توسعه املاک و مستغلات فعالیت می‌کند.
هانوا در سال ۱۹۵۲ تأسیس شد. دفتر مرکزی این شرکت در شهر سئول، کره جنوبی قرار دارد و بخشی از سهام آن در بازار بورس کره معامله می‌شود.